# Wallburg Tiefenstein
Die Wallburg Tiefenstein ist eine abgegangene  frühe Wallburg  auf 542 m ü. NN 300 Meter nordöstlich der Burgstelle der Burg Tiefenstein bei dem Ortsteil Tiefenstein der Gemeinde Görwihl im Landkreis Waldshut in Baden-Württemberg. Neuerdings findet sich in der Fachliteratur auch die Annahme, dass es sich bei der Anlage um ein Belagerungslager des Grafen Rudolf von Habsburg gehandelt haben könnte, der zu Beginn des Jahres 1272 im Neuenburger Krieg die benachbarte Burg Tiefenstein zerstörte.
Von der Anlage sind noch der Reste des Ringwalls und Grabenreste erhalten.